# Джеймс Ренсон
Джеймс «Пі Джей» Фінлі Ренсон III (англ. James "PJ" Finley Ransone III; нар. 2 червня 1979, Балтимор, Меріленд, США) — американський актор, знаний за ролями Зіггі Соботка у другому сезоні драматичного серіалу «Дроти», капрала Корпусу морської піхоти США Джоша Рея Персона у військовому драматичному мінісеріалі «Покоління вбивць» (2008), помічника шерифа у надприродних фільмах жахів «Сіністер» (2012) і «Сіністер 2» (2015), Честера у «Мандарині» (2015), дорослого Едді Каспбрака у «Воно 2» (2019) і Макса у «Чорному телефоні» (2021).

## Біографія
Народився та виріс у Балтиморі, штат Меріленд, у сім'ї Джойс (до шлюбу Петерсон) і Джеймса Фінлі Ренсона II, ветерана війни у В'єтнамі. Навчався в Карверському центрі мистецтв і технологій імені Джорджа Вашингтона в Таусоні, Меріленд, і один рік в Школі візуальних мистецтв на Мангеттені.
У травні 2021 року у своєму обліковому записі в Instagram написав, що 1992 року зазнав сексуального насильства від свого вчителя математики Тімоті Руало. У березні 2020 року повідомив свої звинувачення в поліцію округу Балтимор, але після розслідування вчителю не висували звинувачення. Розслідування шкільної системи Балтимора ще не завершено.
У 27 років страждав на героїнову залежність і мав заборгованість у 30 000 доларів, але 2007 року позбавився цієї залежності.
Одружений з Джеймі Макфі, яка народила йому сина.

## Кар'єра
2002 року знявся в драматичному фільмі Ларрі Кларка «Кен Парк» у ролі Тейта. 2003 року з'явився у 12 епізодах серіалу «Дроти» у ролі Зіггі Соботка. 2006 року зіграв роль грабіжника банку Стіва-О у фільмі про пограбування Спайка Лі «Не впіймали — не злодій». Знявся у мінісеріалі 2008 року «Покоління вбивць» як капрал Джош Рей Персон. 2010 року отримав повторювану роль у комедійному серіалі HBO «Як це робиться в Америці», а наступного року з'явився у повторюваній ролі в драматичному серіалі HBO «Трімей». 2012 року знявся в драматичному фільмі «Старлетка». Наступного року знявся в драматичному серіалі AMC «Низьке зимове сонце» у ролі Деймона Калліса.
Знявся у фільмі жахів 2012 року «Сіністер» у ролі помічник шерифа. У червні 2014 року приєднався до акторського складу вестерну «У долині насильства». Того ж року зіграв головну роль в оф-бродвейській постановці «Small Engine Repair». 2015 року зіграв роль другого плану в комедійно-драматичному фільмі «Мандарин». Після успіху «Сіністера» з'явився у сиквелі «Сіністер 2» 2015 року, повторивши свою роль з першого фільму, але тепер як головний герой. 2016 року з'явився у 2 сезоні драматичного серіалу «Детектив Бош» у ролі Едді Арсено.
2019 року зіграв Едді Каспбрака (ділячи цю роль із Джеком Діланом Грейзером) у фільмі жахів «Воно 2», за що отримав похвалу критиків.

## Фільмографія
| Рік  |    | Українська назва            | Оригінальна назва                | Роль                |
| ---- | -- | --------------------------- | -------------------------------- | ------------------- |
| 2001 | ф  | Американський астронавт     | The American Astronaut           | Bodysuit            |
| 2001 | с  | Закон і порядок             | Law & Order                      | Марк Дейл           |
| 2002 | с  | Третя зміна                 | Third Watch                      | Френкі              |
| 2002 | с  | Ед                          | Ed                               | Гарі Мортон         |
| 2002 | ф  | Кен Парк                    | Ken Park                         | Тейт                |
| 2003 | кф |                             | Fan Mail                         | Рікі                |
| 2003 | ф  | Нола                        | Nola                             | неогот              |
| 2003 | с  | Дроти                       | The Wire                         | Зіггі Соботка       |
| 2004 | ф  | Брудний сором               | A Dirty Shame                    | Дейв                |
| 2004 | ф  | Даунтаун: Вулична історія   | Downtown: A Street Tale          | Біллі               |
| 2004 | ф  | Мелаченс                    | Malachance                       | Міка                |
| 2005 | ф  | Розумник                    | The Good Humor Man               | Червневий жук       |
| 2005 | кф | Зрозуміло!                  | Granted!                         | Ларрі               |
| 2005 | с  | CSI: Місце злочину          | CSI: Crime Scene Investigation   | Зак Капола          |
| 2006 | с  | Продюсер                    | Love Monkey                      | Гленн               |
| 2006 | с  | Закон і порядок             | Law & Order                      | Майкл Вейленд       |
| 2006 | ф  | Не впіймали — не злодій     | Inside Man                       | Стів-О              |
| 2006 | ф  | Пуччіні для початківців     | Puccini for Beginners            | хлопець в бістро    |
| 2007 | с  | Єрихон                      | Jericho                          | Деріл               |
| 2008 | с  | Покоління вбивць            | Generation Kill                  | Джош Рей Персон     |
| 2008 | ф  | Випускний                   | Prom Night                       | детектив Неш        |
| 2009 | ф  | Найкращі роки рок-н-ролу    | The Perfect Age of Rock 'n' Roll | Чіп Генсон          |
| 2010 | ф  | Три дні на втечу            | The Next Three Days              | Гарві               |
| 2010 | с  | Як це робиться в Америці    | How to Make It in America        | Тім                 |
| 2010 | с  | Чорна мітка                 | Burn Notice                      | Денніс Вейн Барфілд |
| 2011 | с  | Гаваї 5.0                   | Hawaii Five-0                    | Джонні Д.           |
| 2011 | с  | Трімей                      | Treme                            | Нік                 |
| 2011 | ф  | Брехня                      | The Lie                          | Ласка               |
| 2011 | ф  | Небезпечний квартал         | The Son of No One                | Томас Пруденті      |
| 2012 | ф  | Сіністер                    | Sinister                         | помічник шерифа     |
| 2012 | ф  | Старлетка                   | Starlet                          | Майкі               |
| 2012 | ф  | Літо в Ред Гук              | Red Hook Summer                  | Кевін               |
| 2013 | ф  | Гниле місто                 | Broken City                      | Тодд Ланкастер      |
| 2013 | ф  | Емпайр Стейт                | Empire State                     | агент               |
| 2013 | ф  | Олдбой                      | Oldboy                           | Том Мелбі           |
| 2013 | кф | Рік Пацюка                  | Year of the Rat                  | Гай                 |
| 2013 | с  | Низьке зимове сонце         | Low Winter Sun                   | Деймон Колліс       |
| 2014 | ф  | Джентльмен-грабіжник        | Electric Slide                   | Жан Філліпс         |
| 2014 | ф  | Цимбелін                    | Cymbeline                        | Філаріо             |
| 2014 | ф  | Крісті                      | Kristy                           | Скотт               |
| 2015 | ф  | Мандарин                    | Tangerine                        | Честер              |
| 2015 | ф  | Законники                   | The Timber                       | Ваят                |
| 2015 | ф  |                             | Bloom in Mud Shuffle             | Лонні               |
| 2015 | ф  | Сіністер 2                  | Sinister 2                       | помічник шерифа     |
| 2015 | ф  | Мій хлопець — кілер         | Mr. Right                        | Вон Картіган        |
| 2016 | ф  | У долині насильства         | In a Valley of Violence          | Гіллі Мартін        |
| 2016 | кф |                             | Light Up the Night               | Джо                 |
| 2016 | с  | Детектив Бош                | Bosch                            | Едді                |
| 2017 | ф  |                             | It Happened in L.A.              | Гіт                 |
| 2017 | ф  | Двійник                     | Gemini                           | Стен                |
| 2017 | ф  | Клакер                      | The Clapper                      | Дарт Гай            |
| 2018 | ф  | Сімейна кров                | Family Blood                     | Крістофер           |
| 2018 | ф  | Напиши, коли знайдеш роботу | Write When You Get Work          | Стівен Нобел        |
| 2018 | кф |                             | Tough Love                       | чоловік             |
| 2018 | с  | Мозаїка                     | Mosaic                           | Майкл ОʼКоннор      |
| 2018 | с  | Перші                       | The First                        | Нік Флетчер         |
| 2018 | с  | Вбивчий вініл               | Deadwax                          | Скотті              |
| 2019 | ф  | Битва за Землю              | Captive State                    | Патрік Еллісон      |
| 2019 | ф  | Воно 2                      | It Chapter Two                   | Едді Каспбрак       |
| 2020 | с  | 50 штатів страху            | 50 States of Fright              | Себастіан Клепнер   |
| 2020 | с  | Морські котики              | SEAL Team                        | Рейсс Джуліан       |
| 2020 | ф  | Те, що ми знайшли           | What We Found                    | Стів Молер          |
| 2021 | ф  | Ремонт малих двигунів       | Small Engine Repair              | Пі-Джей             |
| 2021 | ф  | Чорний телефон              | The Black Phone                  | Макс                |
| 2023 | ф  | З/Л/О 85                    | V/H/S/85                         | Боббі               |